# FASA Corporation
Die FASA Corporation, kurz „FASA“ genannt (Akronym für: „Freedonian Aeronautics and Space Administration“), ist ein US-amerikanisches Unternehmen für Rollen- und Brettspiele. Der Verlag entwickelte u. a. die Spielwelten Shadowrun, BattleTech, Earthdawn und Crimson Skies. FASA war ursprünglich der Mutterkonzern des Computerspielentwicklers FASA Studio, welcher 1999 an Microsoft verkauft wurde.

## Geschichte
Der FASA-Verlag wurde im Jahr 1980 von Jordan Weisman und L. Ross Babcock gegründet.
FASA begann als Unternehmen, das allein darauf ausgerichtet war, Ergänzungen und Erweiterungen für das damals sehr populäre Science-Fiction-Rollenspiel „Traveller“ von „Game Designers Workshop“ (GDW) herzustellen. „Freedonia“ – als Teil des Akronyms „Freedonian Aeronautics and Space Administration“ – wiederum bezieht sich auf das fiktive Land Freedonia aus dem Marx-Brothers-Film Die Marx Brothers im Krieg. Freedonia war eine Welt aus der ursprünglichen Traveller-Kampagne von Ross Babcock und Jordan Weisman.
FASA wurde durch die Lizenz für das Star-Trek-Rollenspiel bekannt und brachte eine ganze Reihe erfolgreicher Spiele heraus, allen voran BattleTech und Shadowrun.
1995 wurde eine Computerspielabteilung gegründet, die FASA Interactive Technologies. Das Studio entwickelte das Computerspiel MechWarrior. Im Jahr 1999 wurde FASA Interactive von dem Software-Hersteller Microsoft aufgekauft, in FASA Studio umbenannt und von Chicago nach Redmond verlegt. Jordan Weisman übernahm für zwei Jahre die Rolle des Creative Directors der Sparte Microsoft Games. Acht Jahre später, im Jahr 2007, wurde die in „FASA Studio“ umbenannte Abteilung geschlossen.
Die FASA Corporation blieb unabhängig davon bestehen, stellte jedoch 2001 sämtliche Verlagstätigkeiten ein. Seither verwaltete das Unternehmen die Marken der FASA. Inoffizieller Nachfolger und Inhaber der meisten Lizenzen ist das Unternehmen WizKids von Jordan Weisman.

## Spielereihen und Einzelspiele
- Star Trek The Roleplaying Game, 1982 (dt. Star Trek: Das Rollenspiel, FanPro 1987)
- Battletech, 1985 (dt. FanPro 1988)
- Doctor Who Role Playing Game, 1985
- Mechwarrior – the Battletech Role Playing Game, 1986 (dt. Mechkrieger, FanPro 1995)
- Renegade Legion (Brettspiel), 1987 – Umsetzung als Rollenspiel Legionnaire 1990
- Shadowrun, 1989 (dt. FanPro 1990)
- Earthdawn, 1993 (dt. FranPro/Games-In 1994)
- Crimson Skies (Brettspiel), 1998 (dt. FanPro 1999)
- VOR the Maelsrom (Brettspiel), 1999
- Crucible: Conquest of the Final Realm (Brettspiel), 2000